# Studebaker-Packard Corporation
La Studebaker-Packard Corporation fue la entidad creada en 1954 por la compra de Studebaker Corporation de South Bend (Indiana), por parte de Packard Motor Car Company de Detroit, Míchigan. Si bien Studebaker era la más grande de las dos empresas, el balance y el equipo ejecutivo de Packard eran más sólidos que los de la empresa de South Bend.
En la primavera de 1962, Studebaker-Packard cambió su nombre a "Studebaker Corporation". Al año siguiente, se cerró la planta de South Bend, mientras que su planta canadiense en Hamilton (Ontario) continuó produciendo coches Studebaker hasta 1966.

## Finalidades de la fusión
Se esperaba que Packard se beneficiara de la red de distribuidores más grande de Studebaker. Por su parte, Studebaker esperaba mejorar su posición gracias a la fortaleza adicional que la disponibilidad de efectivo de Packard podría proporcionarle. Una vez que ambas compañías estabilizaron sus balances y fortalecieron su línea de productos, el plan original ideado por el presidente de Packard, James J. Nance, y el presidente de Nash-Kelvinator Corporation, George W. Mason, fue que la compañía combinada Studebaker-Packard se uniría a la Nash-Kelvinator Corporation y a la Hudson Motor Car Company recientemente unidas, para formar una nueva compañía que gestionaría de forma combinada las cuatro marcas: la American Motors Corporation.
Si el complicado conjunto de combinaciones se hubiera realizado según lo planeado, la nueva compañía habría superado inmediatamente a la Chrysler Corporation para convertirse en el tercero de los fabricantes de automóviles (uno de los "Big Three") de los Estados Unidos. Sin embargo, la repentina muerte de Mason en 1954 (sucedido por George Romney) y las disputas sobre los acuerdos de reparto entre las empresas condenaron cualquier posibilidad de completar la fusión propuesta. Esta falta de unión entre las empresas selló de forma efectiva el destino de las cuatro marcas.
Los ejecutivos de Packard pronto descubrieron que Studebaker había sido muy poco comunicativa en lo tocante a sus registros financieros y de ventas. La situación era considerablemente más grave de lo que se les hizo creer a Nance y a su equipo: el punto de equilibrio económico de Studebaker implicaba para 1954 la inalcanzable cifra de venta de 282.000 unidades, en un año en el que la empresa apenas había vendido 82.000 coches. Además de los problemas internos de la nueva empresa, se produjo la pérdida de aproximadamente el 30% de la red de distribuidores de Studebaker en 1956.
La nueva directiva planteó una reorganización de la empresa conjunta, en la que Studebaker asumió la parte de la venta de automóviles y camiones comerciales fabricados en serie en South Bend, mientras que Packard debía volver a ocupar el mercado de lujo, uno de los objetivos de Nance desde que asumió la presidencia de Packard en 1952. El espacio intermedio se llenó con una nueva marca, denominada Clipper. Técnicamente, era un Packard más ligero, construido en Detroit junto con los grandes sedanes de lujo. La siguiente generación de automóviles tendría que concentrarse en una solo lugar, y había un programa detallado para compartir la mayor cantidad de chapa metálica posible. Aunque presumiblemente Nance tenía razón, la resistencia de los distribuidores contra el Clipper como una nueva entrada en el campo intermedio fue grande. Los concesionarios se quejaron de que lo único que les permitía vender los Clipper era el prestigio, aunque en declive, del nombre de Packard en el propio automóvil.
Después de un año de ventas desastroso en 1956, Nance renunció y Studebaker-Packard firmó un acuerdo de administración con la Curtiss-Wright Corporation.: p255  Curtiss, dirigida por Roy T. Hurley, insistió en introducir cambios importantes. Todos los contratos de defensa de Studebaker-Packard y las plantas donde se llevaba a cabo el trabajo de defensa fueron absorbidos por Curtiss, la producción de Packard en Detroit se detuvo, y todas las actividades automotrices restantes se trasladaron a South Bend.

## "Packardbakers"
Los Packard (en 1957 y 1958) eran esencialmente versiones del modelo Studebaker President, vestidos con grandes cantidades de brillantes cromados. Los comediantes se referían a los vehículos como "Packardbakers". El último Packard salió de la línea de montaje en julio de 1958. Ese año, Studebaker instruyó al personal de la empresa para que vendiera sus Packard y utilizaran únicamente modelos de Studebaker.: p255 
El único aspecto positivo de los problemas de la empresa fue un acuerdo de distribución, negociado por Hurley, con Daimler AG. El acuerdo se consideró una necesidad tanto por los ingresos que Mercedes-Benz podría agregar a los resultados de la empresa, siendo a la vez otro producto que la red de distribuidores de Studebaker podría vender en caso de que la empresa dejara de fabricar sus propios automóviles.
Studebaker-Packard Corporation hizo un último intento de resucitar comercialmente la marca Packard. El sedán de lujo de cuatro puertas franco-estadounidense Facel Vega, que estaba propulsado por un motor Chrysler V8, se había propuesto que fuese denominado Packard. Sin embargo, la idea tuvo que abandonarse cuando Daimler Benz exigió que Studebaker-Packard renunciase a la idea, arriesgándose en caso contrario a la rescisión de su acuerdo para vender automóviles Mercedes-Benz en los Estados Unidos.

## Diversificación
En 1960, la empresa inició sus esfuerzos de diversificación, comprando:
- D. W. Onan & Sons - Generadores y motores
- Laboratorios de pruebas de Cincinnati - Investigación de plásticos
- Gering Plastics - Fabricación de plásticos
- Clarke Floor Machine Company - Limpiadores y pulidores de suelos
- Gravely Tractor - Cortacéspedes de calidad
- Chemical Compounds Company: fabricante de los aditivos para motores STP

En 1961, Sherwood Egbert fue nombrado presidente de la empresa, con el propósito de diversificarla. En la primavera de 1962, cuatro años después de que el último automóvil Packard saliera de la línea de montaje, y ocho años después de la fusión entre Packard y Studebaker, la empresa eliminó 'Packard' de su nombre legal, que volvió a ser 'Studebaker Corporation'.